# William Barta
William Barta (Boise, 4 januari 1996) is een Amerikaans wielrenner die anno 2021 rijdt voor Movistar Team.

## Carrière
Als junior won Barta in 2013 een etappe, al was daar een diskwalificatie voor Jack Burke voor nodig, en het jongerenklassement in de Ronde van Abitibi. Een jaar later won hij ook etappes in de Tour du Pays de Vaud en de Trofeo Karlsberg, waar aanvankelijk de later op doping gepakte Kristjan Kumar won. Op het nationale kampioenschap tijdrijden voor junioren was dat jaar enkel Adrien Costa sneller.
In april 2017 werd Barta, in dienst van Axeon Hagens Berman, negende in het eindklassement van de Triptyque des Monts et Châteaux. Later die maand werd hij onder meer elfde in het eindklassement van de Circuit des Ardennes, vierde in Luik-Bastenaken-Luik voor beloften en tiende in het eindklassement van de Ronde van Bretagne. In juni werd hij vierde op het nationale kampioenschap tijdrijden. Vier dagen later was enkel Brandon McNulty sneller in de tijdrit voor beloften.
Omdat zijn ploeg in 2018 een stap hogerop deed, werd Barta dat jaar prof.

## Overwinningen
2013
3e etappe Ronde van Abitibi
Jongerenklassement Ronde van Abitibi
2014
1e etappe Tour du Pays de Vaud
2e etappe deel A Trofeo Karlsberg
Puntenklassement Trofeo Karlsberg
2024
5e etappe Ronde van Valencia

## Resultaten in voornaamste wedstrijden
| Jaar | Ronde van Italië | Ronde van Frankrijk | Ronde van Spanje |
| ---- | ---------------- | ------------------- | ---------------- |
| 2019 |                  |                     | 131e             |
| 2020 |                  |                     | 22e              |
| 2021 |                  |                     |                  |
| 2022 | 59e              |                     |                  |
| 2023 | 52e              |                     |                  |
| 2024 | 50e              |                     |                  |
| 2025 |                  | 102e                |                  |

| Jaar | Milaan-San Remo | Luik-Bast.‑Luik | Ronde van Lombardije | Waalse Pijl | Clásica San Sebastián |  | WK op de weg |
| ---- | --------------- | --------------- | -------------------- | ----------- | --------------------- |  | ------------ |
| 2019 |                 |                 |                      | opgave      | opgave                |  |              |
| 2020 |                 | 64e             |                      | 73e         |                       |  |              |
| 2021 |                 |                 | 106e                 |             | 68e                   |  |              |
| 2022 | 61e             |                 |                      |             |                       |  |              |
| 2023 |                 |                 | 97e                  |             |                       |  | opgave       |
| 2024 |                 | opgave          | opgave               |             |                       |  |              |
| 2025 |                 |                 |                      |             |                       |  |              |

### Resultaten in kleinere rondes
| Jaar | UAE Tour | Parijs-Nice | Tirreno-Adriatico | Ronde van Catalonië | Ronde van Romandië | Ronde van Californië | Critérium du Dauphiné | Ronde van Polen |
| ---- | -------- | ----------- | ----------------- | ------------------- | ------------------ | -------------------- | --------------------- | --------------- |
| 2019 |          | 114e        |                   |                     | 82e                | opgave               |                       |                 |
| 2020 |          |             | 41e               |                     |                    |                      | 53e                   |                 |
| 2021 |          |             |                   |                     |                    |                      | 94e                   |                 |
| 2022 | 40e      |             |                   | 77e                 |                    |                      |                       | 32e             |
| 2023 |          |             |                   | 41e                 | 13e                |                      |                       |                 |
| 2024 |          | 15e         |                   |                     |                    |                      |                       | 12e             |
| 2025 | 32e      | 15e         |                   |                     |                    |                      |                       |                 |

## Ploegen
- 2015 –  Axeon Cycling Team
- 2016 –  Axeon Hagens Berman
- 2017 –  Axeon Hagens Berman
- 2018 –  Hagens Berman Axeon
- 2019 –  CCC Team
- 2020 –  CCC Team
- 2021 –  EF Education-Nippo
- 2022 –  Movistar Team
- 2023 –  Movistar Team
- 2024 –  Movistar Team
- 2025 –  Movistar Team

Barta · Curran · Daniel · Eaton · Geoghegan Hart · Guerreiro · O'Donnell · Oien · Oram · Owen · Putt · Swirbul · Young
Barta · Brown · Costa · Curran · Daniel · Dunbar · Geoghegan Hart · Guerreiro · Joyce · Neilands · O'Donnell · Oien · Owen · Powless · Williams · Young
Anderson · Barta · Blevins · Brown · Costa · Curran · Dunbar · Garrison · Lawless · Narváez · I. Oliveira · R. Oliveira · Owen · Powless · Rice · Young
Almeida · Anderson · Barta · Bennett · Bjerg · Blevins · Brown · Costa · Davis · Garrison · Mostov · I. Oliveira · R. Oliveira · Philipsen · Revard · Rice · Zijlaard
Antunes · Barta · Bernas · Bevin · Černý · ten Dam · De Marchi · Geschke · Gradek · Koch · Mareczko · Owsian · de la Parte · Pauwels · Rosskopf · Sajnok · Schär · Van Avermaet  · Van Hoecke · Van Hooydonck · Van Keirsbulck · Ventoso · Wiśniowski · Zoidl
Barta · Bevin · Černý · De la Parte · De Marchi · Geschke · Gradek · Hirt · Koch · Kotsjetkov · Mareczko · Masnada · Małecki · Paluta · Pauwels · Rosskopf · Sajnok · Schär · Trentin · Valter · Van Avermaet  · Van Hoecke · Van Hooydonck · Van Keirsbulck · Ventoso · Wiśniowski · Zakarin · Zimmermann
Arroyave Cañas · Barta · Beppu · Van den Berg · Bettiol · Bissegger · Caicedo · Camargo · Carr · Carthy · Cort · Craddock · Docker · El Fares · Van Garderen tot en met 21 juni · Guerreiro · Higuita · Hofland · Howes · Keukeleire · Langeveld · Morton · Nakane · Owen · Powless · Rutsch · Scully · Urán · Valgren · Whelan
Aranburu · Arcas · Barta · Elosegui · Erviti · García · González · Hollmann · Izagirre · Jacobs · Jorgenson · Kanter · Lazkano · E. Mas · L. Mas · Mühlberger · Norsgaard · Oliveira · Pedrero · Rangel Costa · Rodríguez · Rojas · Rubio · Samitier · Serrano · Sosa · Torres · Valverde · Verona
Aranburu · Arcas · Barta · Erviti · García · Gaviria · González · Guerreiro · Hollmann · Izagirre · Jacobs · Jorgenson · Kanter · Lazkano · E. Mas · L. Mas · Mühlberger · Norsgaard · Oliveira · Pedrero · Rangel Costa · Rodríguez · Rojas · Romeo · Rubio · Samitier · Serrano · Sosa · Torres · Verona
Aranburu · Arcas · Barrenetxea · Barta · Canal · Cavagna · Cimolai · Formolo · García · Gaviria · Guerreiro · Jacobs · Lazkano · Mas · Milesi · Moro · Mühlberger · Norsgaard · Oliveira · Pedrero · Quintana · Rangel Costa (tot 19/8) · Romeo · Romo · Rubio · Samitier · Serrano · Sosa · Torres